# JMEV GSE
JMEV GSE (также известный как Mobilize Limo) — небольшой семейный электромобиль, производимый французским производителем автомобилей Renault под брендом Mobilize на совместном предприятии с Jiangling Motors Corporation Group через JMEV. Он был представлен на Международном автосалоне в Германии в сентябре 2021 года, а поставки осуществляются с 2022 года исключительно для каршеринга или такси. 
Автомобиль производится компанией JMEV в Наньчане, Цзянси, Китай, и оснащается аккумулятором ёмкостью 60 кВт⋅ч с расчётным запасом хода 450 км (280 миль). Mobilize — бренд группы Renault, специализирующийся на пассажирском транспорте, например, транспортных средствах, предназначенных только для профессиональных водителей (особенно водителей такси) или совместного использования автомобилей. Первый парк Mobilize Limo (из 40 единиц) был введён в эксплуатацию компанией Cabify в середине 2022 года. 

## Обзор
JMEV GSE — это доступная для китайского рынка версия Mobilize Limo, также оснащённая электродвигателем мощностью 147 лошадиных сил с ожидаемым запасом хода по NEDC до 400 км (250 миль). В сентябре 2021 года компания Renault объявила о своём намерении продавать GSE в Европе как автомобиль, доступный только по подписке для профессиональных водителей, под названием Mobilize Limo. Производство Mobilize Limo завершилось в 2023 году из-за плохих продаж. Электромобиль Mobilize Limo выпускали с начала 2022 года, и за весь 2022 год в Европе продали всего 67 седанов, из них 33 — во Франции. В 2023 году реализовано только 7 авто (5 — во Франции).

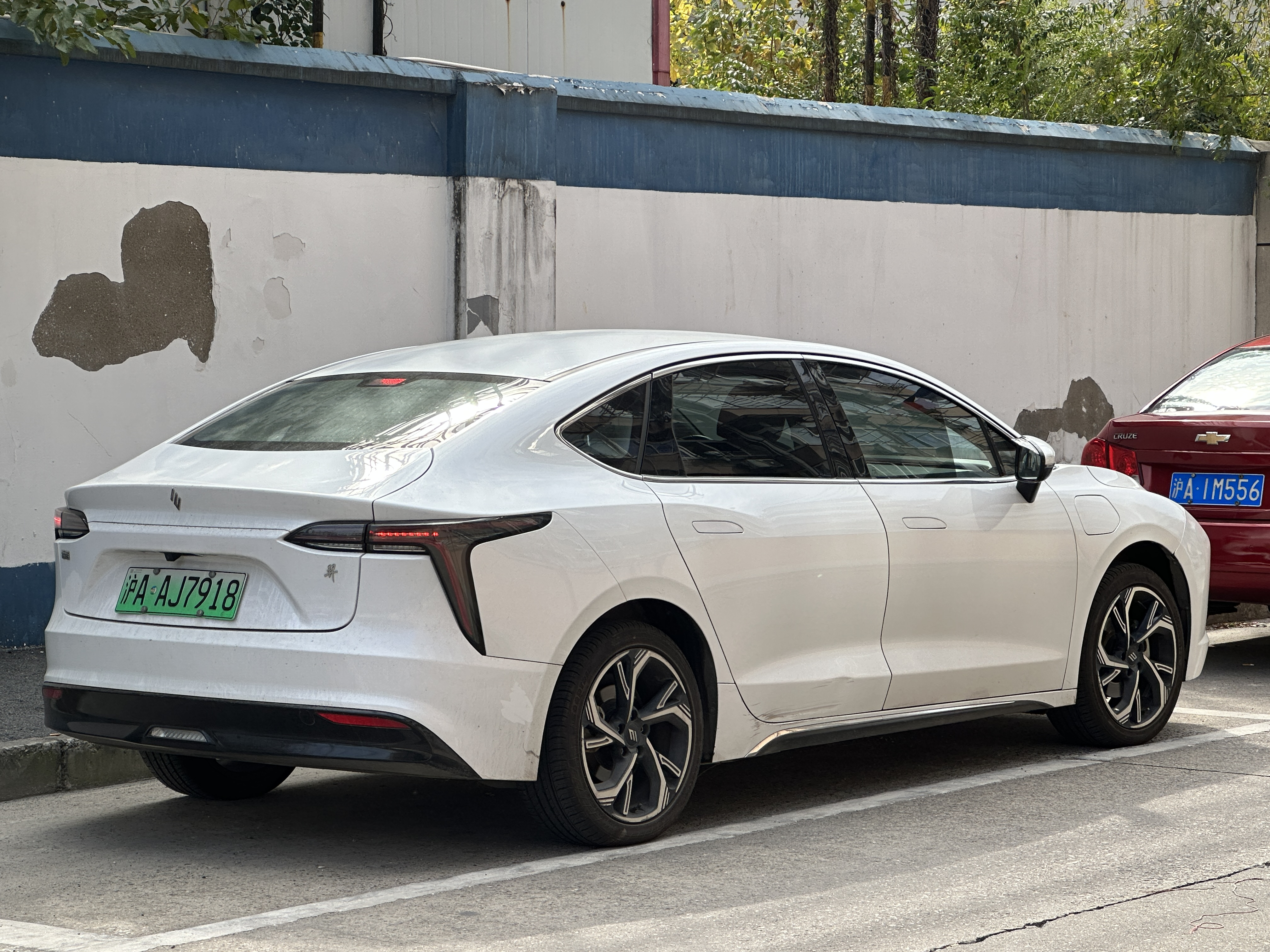
Вид сзади
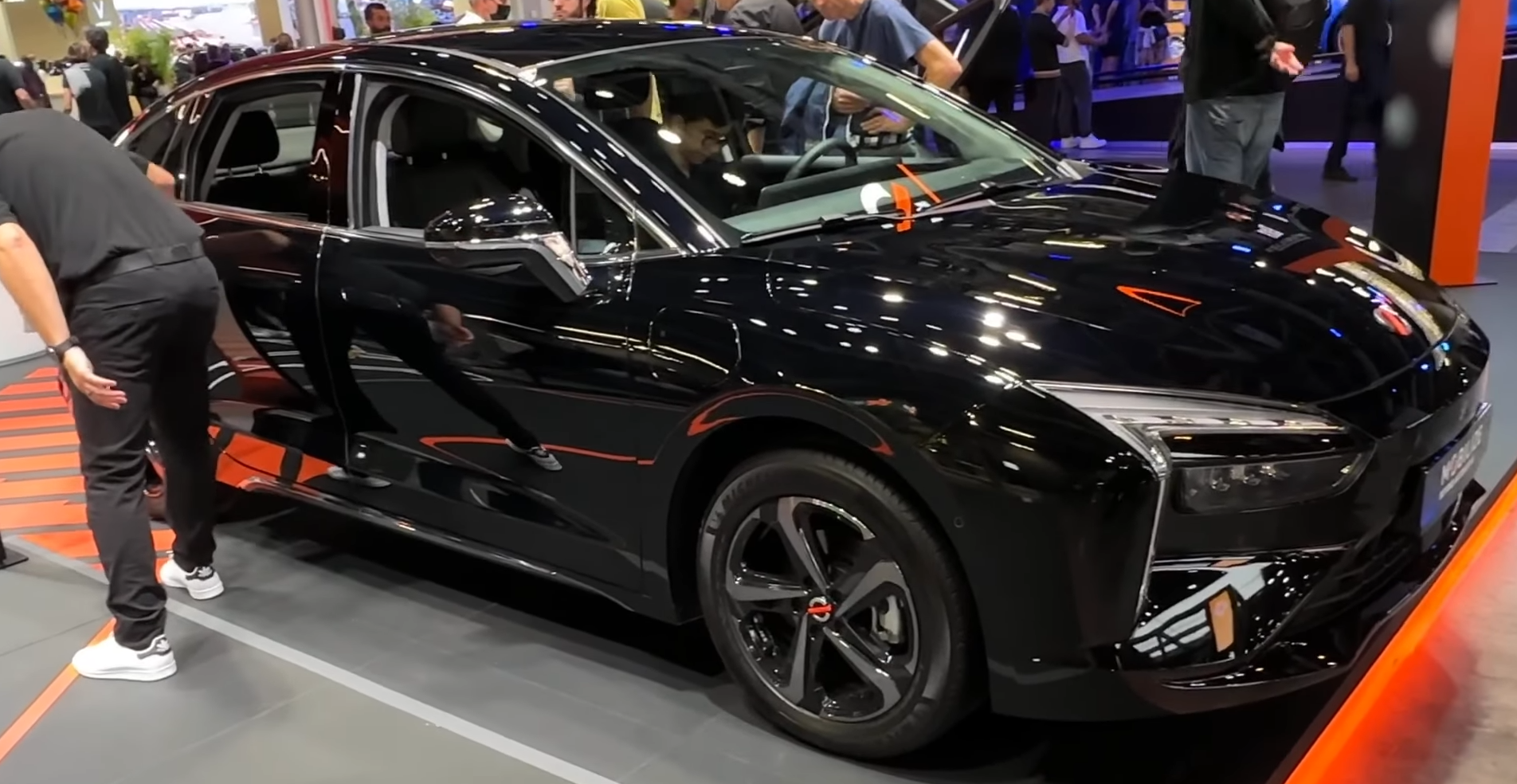
Mobilize Limo

## Безопасность

### Euro NCAP
Mobilize Limo в стандартной конфигурации для европейского рынка получил 4 звезды от Euro NCAP в 2022 году.

## Продажи

### Mobilize Limo
Во Франции было продано 33 автомобиля Mobilize Limo, а в Испании — 43 единицы.

## Амберавто А5
В 2024 году в Калининграде на заводе Автотор начался выпуск JMEV GSE под названием Амберавто А5.